# Monguito
Ramón Quián, né en 1925 à Manguito à Cuba et mort le 26 mai 2006 à New York, plus connu sous le nom de Monguito "El Único", est un chanteur, leader de groupe, compositeur et producteur cubain. Interprète de sons afro-cubains, il utilise un style d'improvisation simple. Sa voix un peu nasillarde est facilement reconnaissable. Comme Ismael Rivera, il se spécialise dans la tradition du son montuno, né dans les rues de Cuba.

## Carrière
Il chante avec l'Orquesta Mazzuet dans sa ville natale, avant de s'installer à la Havane, où il chante avec l'Orquesta Modernista et le Conjunto Modelo.
Dans les années 1950, il part pour Mexico, où il travaille avec Pepé Arévalo y sus Mulatos et apparaît dans trois films.
En 1962, il déménage pour New York, et participe au groupe Orquesta Broadway. Il publie son premier album avec Arsenio Rodríguez.
Entre 1964 et 1966, il fait partie du groupe du dominicain Johnny Pacheco  et est devenu le premier chanteur des Fania All Stars (1967) avec lesquels il a vocalisé le son montuno "Como me gusta el Son", un thème musical dans lequel Héctor Lavoe et Adalberto Santiago ont participé aux chœurs, Eddie Palmieri au piano et Barry Rodgers au trombone.
En 1967, il publie Johnny Pacheco Presents Monguito.
En 1979, son disque produit par la SAR records de Roberto Torres, "Yo No Soy Mentiroso" devient disque d'or.
Dans les années 1980, il apparaît dans plusieurs films dont Los Extraterrestres.

## Extraits musicaux
- Video Youtube - Monguito y su conjunto
- Vidéo Youtube - Monguito El Unico - Punteame Bien El Tres